# Dziewięćsił popłocholistny
Dziewięćsił popłocholistny (Carlina acanthifolia subsp. utzka (Hacq.) Meusel & Kästner) – takson rośliny z rodziny astrowatych. W monografii rodzaju dziewięćsił takson określony został jako podgatunek dziewięćsiła akantolistnego (Carlina acanthifolia subsp. utzka i taką pozycję systematyczną ma też w bazach danych taksonomicznych. W polskojęzycznej literaturze botanicznej takson opisywany jest w randze gatunku. Pierwsza ważna diagnoza taksonu w tej randze ukazała się w pracy Rośliny polskie Władysława Szafera, Stanisława Kulczyńskiego, Bogumiła Pawłowskiego z 1924.

## Zasięg geograficzny
Endemit pasa Wyżyn Polskich i Ukraińskich. W Polsce znane są cztery naturalne stanowiska: dwa w Niecce Nidziańskiej – zachodnia krawędź Garbu Pińczowskiego od Pińczowa do Skowronna, rez. „Wały” koło Racławic oraz na Polesiu Zachodnim – rez. „Stawska Góra” koło Chełma i Wyżynie Lubelskiej – Rogów koło Zamościa. Introdukowany został na stanowiskach zastępczych na Wyżynie Miechowskiej: rez. Dąbie i wzgórze w sąsiedztwie Racławic. Rozszerzono także sztucznie obszar występowania w okolicy Pińczowa. Notowano także introdukcję w sąsiedztwie rez. "Żmudź" pod Chełmem. Na Ukrainie szerzej rozprzestrzeniony był na Wyżynie Wołyńskiej, ale gwałtownie zanika.
Gatunek znany wyłącznie z południowo-wschodniej Polski i zachodniej Ukrainy, gdzie występuje na pojedynczych stanowiskach rozsianych na Wyżynach Małopolskiej, Lubelsko-Lwowskiej i Wołyńskiej. W Polsce istnieją cztery naturalne populacje oraz trzy introdukowane. Na Ukrainie na wielu stanowiskach wyginął.

## Morfologia
KorzeńGruby, palowy.
ŁodygaRoślina prawie bezłodygowa.
LiścieDo 50 cm długości, skupione w rozetę wokół koszyczka, pierzasto klapowane.
KwiatyZebrane w jeden koszyczek o średnicy 15–20 cm. Plewinki ostre. Promienie okrywy blado-orzechowo-żółte.
OwocNiełupka o długości 5-6 mm z puchem kielichowym o długości ponad 20 mm.

## Biologia i ekologia
Bylina. Rośnie w murawach kserotermicznych. Wybitnie heliofilny i kserotermofilny hemikryptofit, rośnie zwykle na płytkich rędzinach wytworzonych na stokach wzgórz węglanowych wieku kredowego o południowo-zachodniej ekspozycji oraz plejstoceńskich płatach lessów, które je miejscowo przykrywają.  Kwitnie w lipcu. Gatunek charakterystyczny zespołu Inuletum ensifoliae.

## Zagrożenia i ochrona
Roślina objęta w Polsce ochroną ścisłą.
Wobec małej zdolności zasiedlania nowych obszarów największym zagrożeniem jest nietrwałość siedlisk. Zasiedlone stoki ulegają zarastaniu w procesie naturalnej sukcesji, przyspieszonej działaniami antropogenicznymi – nasadzenia, zwłaszcza sosnowe, użyźnianie – nielegalne wysypiska śmieci, zaśmiecanie. Bezpośrednie niszczenie przez ludzi – wydeptywanie, zrywanie, wypalanie. Spośród naturalnych wrogów znaczenie może mieć ślimak przydrożny Helicella obvia, który osiągając znaczne koncentracje wywiera na gatunek silną presję zjadając liścienie siewek. W 1984 roku opracowany został projekt utworzenia rezerwatu przyrody obejmującego stanowisko między Pińczowem a Skowronnem, który nie doczekał się realizacji.
Kategorie zagrożenia gatunku:
- Kategoria zagrożenia w Polsce według Czerwonej listy roślin i grzybów Polski (2006)[16]: V (narażony na wyginięcie); 2016: VU (narażony)[17]
- Kategoria zagrożenia w Polsce według Polskiej Czerwonej Księgi Roślin: VU (vulnerable, narażony)[18]